# Satwas
Satwas é uma cidade e uma nagar panchayat no distrito de Dewas, no estado indiano de Madhya Pradesh.

## Geografia
Satwas está localizada a 22° 32′ N, 76° 41′ L. Tem uma altitude média de 303 metros (994 pés).

## Demografia
Segundo o censo de 2001, Satwas tinha uma população de 10 919 habitantes. Os indivíduos do sexo masculino constituem 52% da população e os do sexo feminino 48%. Satwas tem uma taxa de literacia de 47%, inferior à média nacional de 59,5%: a literacia no sexo masculino é de 59% e no sexo feminino é de 35%. Em Satwas, 19% da população está abaixo dos 6 anos de idade.